# Стефан Костянтин
Стефан Костянтин (1282-1322) — король Сербії з 1321 до 1322 року. Походив з династії Неманичів.

## Життєпис
Був сином Стефана Мілутіна та Єлизавети, доньки Стефана V Арпада, короля Угорщини. Стосовно молодих років Костянтина мало відомостей. З 1314 до 1321 року він був досить успішним намісником жупанії Зета.
Після смерті його батька у 1321 році розпочалася боротьба за сербську корону між Стефаном Костянтином, його братами: зведеним — Стефаном Урошем та двоюрідним — Стефаном Владиславом.
У 1321 році Стефан Костянтин за допомогою частини знаті вигнав Стефана Владислава, яким перед тим змусив покинути країну Стефана Уроша. Був коронований на короля Сербії у 1321 р, проте вже у 1322 році зазнав поразки від Стефана Уроша. В цій боротьбі Стефан Костянтин загинув.